# Papežský znak

Lev XIV.
(od roku 2025)

Znak Svatého stolce v období sedisvakance

Papežský znak obsahuje papežskou tiáru, vlastní znak a klíče svatého Petra. Od doby papeže Benedikta XVI. (2005–2013) je tiára nahrazena papežskou mitrou.
Jako první použil osobní znak papež Inocenc III. (1198–1216), který měl na červeném štítu černo-žlutě šachovanou orlici.

## Znaky papežů

Inocenc III. (1198–1216)
Honorius III. (1216–1227)
Řehoř IX. (1227–1241)
Celestýn IV. (1241–1241)
Inocenc IV. (1243–1254)
Alexandr IV. (1254–1261)
Urban IV. (1261–1264)
Klement IV. (1265–1268)
Řehoř X. (1271–1276)
Inocenc V. (1276–1276)
Hadrián V. (1276–1276)
Jan XXI. (1276–1277)
Mikuláš III. (1277–1280)
Martin IV. (1281–1285)
Honorius IV. (1285–1287)
Mikuláš IV. (1288–1292)
Celestýn V. (1294–1294)
Bonifác VIII. (1294–1303)
Benedikt XI. (1303–1304)
Klement V. (1305–1314)
Jan XXII. (1316–1334)
Benedikt XII. (1334–1342)
Klement VI. (1342–1352)
Inocenc VI. (1352–1362)
Urban V. (1362–1370)
Řehoř XI. (1370–1378)
Urban VI. (1378–1389)
Klement VII. (vzdoropapež v Avignonu, 1378–1394)
Bonifác IX. (1389–1404)
Benedikt XIII. (vzdoropapež v Avignonu, 1394–1417)
Inocenc VII. (1404–1406)
Řehoř XII. (1406–1415)
Alexandr V. (vzdoropapež v Pise, 1409–1410)
Jan XXIII. (vzdoropapež v Pise, 1410–1415)
Martin V. (1417–1431)
Evžen IV. (1431–1447)
Felix V. (vzdoropapež v Basileji, 1439–1449)
Mikuláš V. (1447–1455)
Kalixt III. (1455–1458)
Pius II. (1458–1464)
Pavel II. (1464–1471)
Sixtus IV. (1471–1484)
Inocenc VIII. (1484–1492)
Alexandr VI. (1492–1503)
Pius III. (1503–1503)
Julius II. (1503–1513)
Lev X. (1513–1521)
Hadrián VI. (1522–1523)
Klement VII. (1523–1534)
Pavel III. (1534–1549)
Julius III. (1550–1555)
Marcel II. (1555–1555)
Pavel IV. (1555–1559)
Pius IV. (1559–1566)
Pius V. (1566–1572)
Řehoř XIII. (1572–1585)
Sixtus V. (1585–1590)
Urban VII. (1590–1590)
Řehoř XIV. (1590–1591)
Inocenc IX. (1591–1591)
Klement VIII. (1592–1605)
Lev XI. (1605–1605)
Pavel V. (1605–1621)
Řehoř XV. (1621–1623)
Urban VIII. (1623–1644)
Inocenc X. (1644–1655)
Alexandr VII. (1655–1667)
Klement IX. (1667–1669)
Klement X. (1670–1676)
Inocenc XI. (1676–1689)
Alexandr VIII. (1689–1691)
Inocenc XII. (1691–1700)
Klement XI. (1700–1721)
Inocenc XIII. (1721–1724)
Benedikt XIII. (1724–1730)
Klement XII. (1730–1740)
Benedikt XIV. (1740–1758)
Klement XIII. (1758–1769)
Klement XIV. (1769–1774)
Pius VI. (1775–1799)
Pius VII. (1800–1823)
Lev XII. (1823–1829)
Pius VIII. (1829–1830)
Řehoř XVI. (1831–1846)
Pius IX. (1846–1878)
Lev XIII. (1878–1903)
Pius X. (1903–1914)
Benedikt XV. (1914–1922)
Pius XI. (1922–1939)
Pius XII. (1939–1958)
Jan XXIII. (1958–1963)
Pavel VI. (1963–1978)
Jan Pavel I. (1978)
Jan Pavel II. (1978–2005)
Benedikt XVI. (2005–2013)
František (2013–2025)
Lev XIV. (od 2025)